# Los Ñadis
Los Ñadis es una localidad ubicada junto al río Los Ñadis (Baker) y el río Cochrane, en la comuna de Chile Chico, en la Región de Aysén, Chile.
Se accede a esta localidad por la ruta X-902 desde la ciudad de Cochrane.
En esta localidad se encuentra una pequeña capilla creada por el Padre Antonio Ronchi.
En la ribera norte del río Los Ñadis se encuentra el Aeródromo Ñadis.